# Burgerlijke geldboete
Een burgerlijke geldboete (of burgerrechtelijke geldboete) is in België een geldboete die door een rechter van de rechterlijke orde wordt uitgesproken in de gevallen bij de wet bepaald en die niet onderworpen is aan de regels betreffende de strafrechtelijke geldboete. Op deze burgerlijke geldboete zijn in het bijzonder de opdecimes niet van toepassing.
De burgerlijke geldboete mag niet verward worden met de administratieve geldboete. De administratieve geldboete wordt opgelegd door een ambtenaar of een lid van de uitvoerende macht. De burgerlijke geldboete wordt opgelegd door de rechter van de rechterlijke orde. Door een orgaan van de rechterlijke macht dus.

## Voorbeelden
Voorbeelden van burgerlijke geldboeten treft men aan in de artikelen 780bis en 926 van het Gerechtelijk Wetboek.
De partij die in een burgerlijk proces de rechtspleging aanwendt voor kennelijk vertragende of onrechtmatige doeleinden kan volgens artikel 780bis van het Gerechtelijk Wetboek worden veroordeeld tot een geldboete van 15 euro tot 2.500 euro.
Een gedagvaarde getuige die niet verschijnt voor een getuigenverhoor in burgerlijke zaken, wordt volgens artikel 926 van het Gerechtelijk Wetboek bij beschikking van de rechter veroordeeld tot een geldboete van honderd frank tot tienduizend frank.
Op deze bedragen worden dus geen opdecimes toegepast. De opdecimes gelden alleen voor de strafrechtelijke geldboeten.

## Geen toepassing van de regels betreffende de strafrechtelijke geldboeten
- Op de burgerlijke geldboete worden de regels die van toepassing zijn op de strafrechtelijke geldboeten niet toegepast.
- De burgerlijke geldboeten worden niet verhoogd met de opdecimes.
- De koning kan de burgerlijke geldboeten niet verminderen of kwijtschelden krachtens zijn recht van genade.
- Zij kunnen niet verminderd worden wegens verzachtende omstandigheden (artikel 85 van het Strafwetboek is niet van toepassing).
- Bij een veroordeling tot een burgerlijke geldboete wordt er geen vervangende gevangenisstraf uitgesproken.
- De regels betreffende de strafbare deelneming zijn niet van toepassing, hetgeen betekent dat mededaders en medeplichtigen niet kunnen gestraft worden (geen toepassing van de artikelen 66 en volgende van het Strafwetboek).
- De regels betreffende de strafbare poging zijn niet van toepassing.
- De regels van de artikelen 54 en volgende van het Strafwetboek betreffende de herhaling zijn niet van toepassing.
- De regels betreffende de samenloop van misdrijven zijn niet van toepassing.
- De regel van artikel 86 van het Strafwetboek, volgens dewelke straffen tenietgaan door de dood van de veroordeelde, is niet van toepassing. Een burgerlijke geldboete moet dus betaald worden door de erfgenamen van de veroordeelde, in tegenstelling tot de strafrechtelijke geldboete.
- De wet van 29 juni 1964 betreffende de opschorting, het uitstel en de probatie is niet van toepassing. Een burgerlijke geldboete kan dus nooit met uitstel worden uitgesproken; zij is altijd effectief.
- De regels betreffende de verjaring van de straffen zijn niet van toepassing op de burgerlijke geldboeten. Burgerlijke geldboeten verjaren volgens de regels betreffende de verjaring van de actio iudicati, en dus na een termijn van tien jaar die echter kan gestuit worden, o.a. door de betekening van het vonnis of het arrest.
- Burgerlijke geldboeten worden niet vermeld in het centraal strafregister.

## Burgerlijke geldboeten als strafrechtelijke geldboeten in de zin van het EVRM
Het Europees Verdrag voor de Rechten van de Mens (EVRM) bevat een aantal waarborgen voor diegene tegen wie een strafrechtelijke vervolging wordt ingesteld. Artikel 6, § 1, van het EVRM waarborgt hem een eerlijke en openbare behandeling van zijn zaak. Artikel 6, § 2, van het EVRM waarborgt hem het vermoeden van onschuld. Volgens artikel 6, § 3, van het EVRM moet hij o.a. beschikken over de tijd en faciliteiten die nodig zijn voor de
voorbereiding van zijn verdediging. De vraag is nu of de nationale wetgever de waarborgen van artikel 6 van het EVRM zou kunnen buiten werking stellen door een bepaalde zaak niet te kwalificeren als een strafrechtelijke zaak, maar integendeel als een burgerlijke zaak. Aldus zouden de bijzondere waarborgen van het EVRM verloren gaan.
Het Europees Hof voor de Rechten van de Mens heeft geoordeeld dat de staten die mogelijkheid niet hebben. De burgerlijke geldboete zal, voor de toepassing van het EVRM, beschouwd worden als een strafrechtelijke sanctie, wanneer zij een ontradend en repressief karakter heeft. Aldus besliste het Europees Hof voor de Rechten van de Mens in het arrest-Weber en in het arrest-Öztürk.
Deze gelijkschakeling van de burgerlijke geldboete met de strafrechtelijke geldboete gebeurt voor de toepassing van het EVRM. Aldus zal diegene aan wie een dergelijke burgerlijke geldboete kan worden opgelegd recht hebben op een eerlijke en openbare behandeling van zijn zaak binnen een redelijke termijn; zal hij moeten genieten van het vermoeden van onschuld en zal hij moeten kunnen beschikken over de tijd en de faciliteiten die nodig zijn om zijn verdediging voor te bereiden. Deze gelijkschakeling heeft natuurlijk niet tot gevolg dat de geldboete verhoogd zou moeten worden met de opdecimes. Het EVRM bepaalt namelijk niets over de opdecimes, en deze opdecimes worden volkomen beheerst door de nationale Belgische wet.